# Hispania, la leyenda
Hispania, la leyenda (literalment en català: "Hispània, la llegenda") és una sèrie de televisió espanyola ambientada a la península Ibèrica durant el segle ii aC. Produïda per Bambú Producciones per Antena 3, es va estrenar el 25 d'octubre de 2010. Ha estat rodada a Madrid i a paratges naturals de la comarca de La Vera, a la Província de Càceres.

## Argument
La sèrie és un drama històric que presenta el període en què els lusitans, amb en Viriat al cap, s'enfronten als romans encapçalats per en Galba.
La sèrie també s'apropa a les vides dels personatges de l'entorn d'en Viriat com en Sandro, en Darío, en Paulo i l'Héctor que, sense ser guerrers, s'hi converteixen amb l'objectiu d'alliberar Hispània dels romans, però també de salvar les seves dones, venjar la mort dels seus fills o recuperar la terra on van créixer.

## Personatges

### Personatges actuals
- Viriat (Roberto Enríquez)
- Nerea (†) (Ana de Armas)
- Paulo (Juan José Ballesta)
- Galba (Lluís Homar)
- Marco (Jesús Olmedo)
- Helena (Manuela Vellés)
- Darío (Alfonso Bassave)
- Claudia (Nathalie Poza)
- Sandro (Hovik Keuchkerian)
- Teodoro (Antonio Gil Martínez)
- Héctor (Pablo Derqui)
- Sabina (Ángela Cremonte)
- Tirso (Sergi Mendez)
- Alejo (Javier Rey)
- Fabio (Iván Sánchez)
- Aldara (Juana Acosta)
- Gaia (Thais Blume)
- Navia (Irene Arcos)
- Altea (Lily Morett)

### Personatges que ja no apareixen
- Bárbara (†) (Luz Valdenebro)
- Cesáreo (†) (Lluís Marco)
- Aarón (†) (Álvaro Monje)

## Episodis i audiències
| Capítol           | Nom           | Data d'emissió                  | Audiència | Share | Ver |
| ----------------- | ------------- | ------------------------------- | --------- | ----- | --- |
| PRIMERA TEMPORADA |               |                                 |           |       |     |
| 1                 | Capítulo I    | Dilluns 25 d'octubre de 2010    | 4.768.000 | 22,7% |     |
| 2                 | Capítulo II   | Dimecres 27 d'octubre de 2010   | 5.116.000 | 24,7% |     |
| 3                 | Capítulo III  | Dimecres 3 de novembre de 2010  | 4.793.000 | 25,8% |     |
| 4                 | Capítulo IV   | Dimecres 10 de novembre de 2010 | 4.200.000 | 21,7% |     |
| 5                 | Capítulo V    | Dimecres 24 de novembre de 2010 | 4.411.000 | 23,2% |     |
| 6                 | Capítulo VI   | Dimecres 1 de desembre de 2010  | 4.243.000 | 23,8% |     |
| 7                 | Capítulo VII  | Dimecres 8 de desembre de 2010  | 4.194.000 | 22,7% |     |
| 8                 | Capítulo VIII | Dimecres 15 de desembre de 2010 | 4.145.000 | 24,1% |     |
| 9                 | Capítulo IX   | Dimarts 11 de gener de 2011     | 3.376.000 | 17,8% |     |
| SEGONA TEMPORADA  |               |                                 |           |       |     |
| 1                 | Capítulo X    | Dimarts 10 de maig de 2011      | 3.050.000 | 16,0% |     |
| 2                 | Capítulo XI   | Dimarts 17 de maig de 2011      | 3.130.000 | 16,2% |     |
| 3                 | Capítulo XII  | Dimarts 24 de maig de 2011      | 2.761.000 | 14,8% |     |
| 4                 | Capítulo XIII | Dimarts 31 de maig de 2011      | 3.035.000 | 15,9% |     |
| 5                 | Capítulo XIV  | Dimarts 7 de juny de 2011       | 2.559.000 | 12,7% |     |
| 6                 | Capítulo XV   | Dimarts 14 de juny de 2011      | 2.770.000 | 14,9% |     |
| 7                 | Capítulo XVI  | Dimarts 21 de juny de 2011      | 2.660.000 | 15,2% |     |
| 8                 | Capítulo XVII | Dimarts 28 de juny de 2011      | 2.399.000 | 14,3% |     |